# Mohamed Laroussi Métoui
Pour les articles homonymes, voir Laroussi.
Œuvres principales
- Parmi les victimes
- Les mûres amères
- Halima

Mohamed Laroussi Métoui (arabe : محمد العروسي المطوي), de son vrai nom Mohamed Laroussi Ben Tahar, né  le 19 janvier 1920 à Métouia et mort le 25 juillet 2005 à Tunis, est un écrivain tunisien.

## Biographie

### Formation
Métoui suit ses études primaires au sein du kouttab puis sur les bancs de l'école de sa ville natale. Il rejoint ensuite les élèves de la mosquée Zitouna, à Tunis, où il obtient son brevet littéraire. Il poursuit des études à l'École tunisienne de droit qui lui permettent de décrocher un diplôme de droit.

### Carrière professionnelle
Le jeune diplômé est nommé en 1948, à la suite d'un concours, comme enseignant à l'université Zitouna, où il assure cette fonction jusqu'à 1956, année où il est appelé au sein du circuit diplomatique dans plusieurs pays arabes. En 1962, Métoui revient en Tunisie et occupe le poste de secrétaire général de la faculté de charia et théologie de Tunis.
En 1964, il est élu à l'Assemblée nationale, dans laquelle il travaille à la tête du comité des affaires culturelles.

### Figure littéraire
Connu sous le pseudonyme de Métoui, en référence à sa ville natale, il est considéré comme une figure emblématique du paysage culturel de son pays. Pionnier de la création romanesque en Tunisie, il écrit des nouvelles, des articles de presse, des critiques, des pièces de théâtre… Il s'intéresse aux études du patrimoine ainsi qu'aux recherches d'histoire. Dans sa jeunesse, il écrit également de la poésie.
Toutefois, sa notoriété provient de sa qualité d'homme de lettres, d'érudit et de son omniprésence en tant que fondateur du Club des nouvellistes en 1964 — qui devient le passage obligé de tous les écrivains arabes ou étrangers en visite à Tunis — puis de la revue Qissas (ar) (قصص), organe du même club, deux ans plus tard. Président de l'Union des écrivains tunisiens pendant une dizaine d'années puis président de l'Union des écrivains arabes dont il est membre permanent jusqu'à sa mort en 2003, il rencontre à cette occasion les écrivains les plus connus de son époque.
Métoui reçoit plusieurs prix littéraires et des décorations tunisiennes et étrangères.
Ses romans ont été traduits dans plusieurs langues. Parmi ceux-ci figurent Parmi les victimes (ومن الضحايا), Les mûres amères (التوت المرّ) et Halima (حليمة). Parmi ses œuvres destinées aux enfants, on peut citer Le bouc de Kaissoun (عنز قيسون), Le poisson vaniteux (السمكة المغرورة), etc.
En 2001, il fait don de sa bibliothèque personnelle à la municipalité de Métouia. Décédé à l'âge de 85 ans, il est inhumé dans un cimetière de sa ville natale.